# Libnotes kinabaluana
Libnotes kinabaluana är en tvåvingeart som först beskrevs av Edwards 1933.  Libnotes kinabaluana ingår i släktet Libnotes och familjen småharkrankar. Inga underarter finns listade i Catalogue of Life.